# Echeveria decumbens
Echeveria decumbens är en fetbladsväxtart som beskrevs av M. Kimnach. Echeveria decumbens ingår i släktet Echeveria och familjen fetbladsväxter. Inga underarter finns listade i Catalogue of Life.